# Annette Artani
Annette Artani (gr. Αννέτ Αρτάνι) (* 6. September 1976 in New York City als Annette Stamatelatos) ist eine amerikanisch-griechische Sängerin. Sie vertrat unter anderem Zypern beim Eurovision Song Contest 2006 mit dem Titel Why Angles Cry.

## Hintergrund
Artani wurde als Tochter griechischer Emigranten in New York City geboren und wuchs dort auf. Sie erhielt im Alter von 16 Jahren für ihre Komposition Summer Days ein Stipendium der Plattenfirma BMG.
Sie studierte Musik, Bauchtanz, Tanz, Klavier, Medien und Schauspiel. Artani begleitete Britney Spears als Backgroundsängerin bei deren Welttournee und komponierte gemeinsam mit Spears deren Hit Everytime.

## Diskografie

### Alben
- 2006: Mia Foni

### Singles
- 2005: Goodbye Amor
- 2006: Why Angels Cry
- 2009: Alive
- 2011: Mouthful of Me
- 2012: You Asked For it

### Kompositionen
- 2004: Everytime für Britney Spears
- 2010: Nothing Lasts Forever für Girl’s Day